# Villa Triste
Villa Triste è l'appellativo di vari luoghi di tortura in diverse città italiane usati dai nazifascisti durante gli ultimi anni della seconda guerra mondiale, dopo l'armistizio dell'8 settembre 1943 e la nascita della Repubblica Sociale Italiana.

## Elenco

### Firenze
La Villa Triste di Firenze ebbe sede in un palazzo situato in via Bolognese 67 a Firenze, che ospitò anche una sezione della polizia politica tedesca (il SD: Sicherheitsdienst) e di un reparto della milizia repubblichina, la 92ª legione della Milizia Volontaria per la Sicurezza Nazionale (conosciuta come Banda Carità), nel periodo settembre 1943 agosto 1944.
I tedeschi concessero ai fascisti l'uso dei piani inferiori e degli scantinati del caseggiato, dove il comandante Mario Carità organizzò il Reparto Servizi Speciali, corpo in cui confluirono criminali di tutti i tipi in cambio di una sorta di amnistia e personaggi dalla salute mentale discutibile.
I locali occupati dagli uomini della Banda Carità, che si erano organizzati in squadre chiamate significativamente la "squadra degli assassini", la "squadra della labbrata" e i "quattro santi", videro nei mesi successivi atti efferati, stupri e torture di tutti i tipi: pestaggi furiosi anche sui genitali, estirpazione delle unghie, evirazioni e occhi cavati, sigarette spente sui capezzoli alle ragazze.
Tra le vittime dei torturatori si ricordano Bruno Fanciullacci (uno dei gappisti che partecipò all'uccisione del filosofo Giovanni Gentile; in un primo tempo si pensò che fossero gli stessi uomini della Banda ad aver ucciso l'anziano "filosofo del fascismo", che aveva minacciato di denunciare le loro violenze efferate), la giovane Anna Maria Enriques Agnoletti (1907-1944, fucilata a Cercina dalle SS) e il capitano Italo Piccagli, anch'egli fucilato a Cercina.
Tra i partecipanti agli interrogatori ci fu anche un monaco benedettino, padre Ildefonso (al secolo Epaminonda Troya).
Quando il fronte iniziò ad avvicinarsi a Firenze, Mario Carità spostò le sue attività a Padova, installandosi a Palazzo Giusti e lasciando al suo posto in Toscana l'amico e collaboratore Giuseppe Bernasconi (vedi anche eccidio di piazza Tasso). Villa Triste venne utilizzata come carcere e luogo di torture fino alla Liberazione di Firenze, nell'agosto del 1944.
Lo spiazzo su cui si affaccia fu in seguito intitolato a Bruno Fanciullacci.
Una lapide scritta da Piero Calamandrei ricorda gli atti di terrore e di coraggio compiuti:
| NON PIÙ VILLA TRISTE SE IN QUESTE MURA SPIRITI INNOCENTI E FRATERNI ARMATI SOL DI COSCIENZA IN FACCIA A SPIE TORTURATORI CARNEFICI VOLLERO PER RESTITUIR DIGNITÀ PER NON RIVELARE IL COMPAGNO LANGUIRE SOFFRIRE MORIRE NON TRADIRE |

Nel 2018 il Comune di Firenze ha posto un'ulteriore lapide nel muro antistante l'edificio, lungo la via Bolognese:
| LE PAROLE DI PIERO CALAMANDREI "LANGUIRE, SOFFRIRE, MORIRE, NON TRADIRE" POSTE QUI DI FRONTE SULLA FAMIGERATA "VILLA TRISTE" SIANO VIVA MEMORIA DELL'EROICO SACRIFICIO DI ALCUNI PER LA LIBERTÀ DI TUTTI IL COMUNE DI FIRENZE POSE NELL'ANNO 2018 |

### Roma
L'edificio posto in via Tasso ai numeri 145 e 155 - che dal settembre 1943 al giugno 1944 ospitò la sede dell'Aussenkommando Rom der Sicherheitspolizei und des SD (Comando di Roma della Polizia di Sicurezza e dello SD) e del carcere provvisorio delle SS - è tristemente noto come luogo di tortura per le vicende che lo vedono protagonista nel periodo dell'occupazione nazista della capitale. Da questo posto, interamente gestito dalle SS al comando dell'Obersturmbannführer Herbert Kappler, figura fondamentale nell'ambito dell'occupazione tedesca non solo di Roma ma di tutta la Penisola italiana, si stendono sulla città le complesse ramificazioni delle varie organizzazioni tedesche impegnate contro i patrioti e non solo, che, a centinaia, vengono arrestati e qui imprigionati. Inoltre, è dal carcere di via Tasso che partono la maggior parte degli uomini che andranno a morire alle Fosse Ardeatine, alla Storta o a Forte Bravetta.
L'edificio oggi ospita il Museo storico della Liberazione.
La Pensione Oltremare, in via principe Amedeo n. 2, era poi il luogo in cui iniziò ad operare la Banda Koch, fino a quando si spostò in via Romagna alla Pensione Jaccarino.

### Milano
Nell'estate del 1944 un altro criminale, Pietro Koch, vincolato in passato a Mario Carità, aprì una nuova Villa Triste con la sua banda, in via Paolo Uccello a Milano, ovvero in quella che era "villa Fossati", fatta costruire da Temistocle Fossati addossata ai resti della millenaria chiesa di San Sìro alla Vepra su progetto neorinascimentale dall'architetto Adolfo Zacchi, e requisita alla vedova Adele Mariani. Il luogo era anche frequentato dal celebre attore Osvaldo Valenti, ma l'accusa mossagli dai partigiani di aver preso parte alle sevizie inflitte dalla Banda Koch ai prigionieri partigiani risultò poi essere completamente inventata, come emerse poi davanti alla Corte d'appello di Milano.
Questa nuova sede di torture ebbe però vita breve: il 25 settembre di quello stesso anno, il ministro di giustizia della RSI Piero Pisenti, spinto dalle proteste dei cittadini milanesi e da quelle dello stesso arcivescovo Schuster, ne ordinò la chiusura.

### Trieste
Trieste ebbe il triste primato di essere stata la prima città italiana in cui venne aperta una Villa Triste, conosciuta oltretutto con tale denominazione. Si trattava di un edificio di modeste proporzioni sito in via Bellosguardo n. 8 che fin dal 1942 era noto per essere stato abitato da una famiglia ebraica fino alle proclamazione delle leggi razziali. L'edificio venne in seguito requisito e utilizzato non solo come sede dell’Ispettorato Speciale di Pubblica Sicurezza per la Venezia Giulia, ma anche come luogo di interrogatori e di torture.
Il commissario dell'ispettorato era Giuseppe Gueli, mentre vicecommissario era Gaetano Collotti, il quale creò la cosiddetta "Banda Collotti". Nell'estate del 1944 svariate volte e per diversi giorni la "Banda Collotti" giustiziò dei civili gettandoli nel pozzo di una miniera a Basovizza.
Oltre alla villa di via Bellosguardo, vennero adibiti a tale scopo altri locali, denominati anch'essi "ville tristi": uno soprannominato "dai Gesuiti" e un altro in via Cologna, fino al 1994 sede di un comando di carabinieri (gestiti all'epoca, come quelli di via Bellosguardo, dall'Ispettorato Speciale di Pubblica Sicurezza).

### Genova
Anche Genova ebbe una Villa Triste gestita dai tedeschi: era ubicata nella Casa dello Studente di corso Giulio Cesare, ove avvenivano gli interrogatori e le torture nelle sue più svariate forme.

### Mantova
A Mantova il luogo delle sevizie era Villa Gobio (o Villa Gobia) casa padronale di una corte di campagna nei pressi della città nella campagna tra le località di Cerese e di Pietole. Dall'estate del 1944 alla primavera del 1945 fu una sede del controspionaggio militare tedesco, il F.A.T. 374 (Front Aufklärung Truppe). Al suo interno furono interrogati e seviziati molti antifascisti e agenti stranieri, talvolta fino alla morte. Attualmente è disabitata.

### Biella
A Biella, luogo di sevizie e torture fu Villa Schneider, un'elegante palazzina in stile liberty requisita dalle SS dopo l'armistizio di Cassibile ed usata come quartier generale della polizia politica in funzione repressiva dei movimenti partigiani ostili alla Repubblica Sociale Italiana.

### Pavia
A Pavia la Villa Triste era ubicata all'angolo tra Via Santa Maria alle Pertiche e i giardini di Piazza Castello, al numero 27. Venne requisita dalle SS nel 1943 e rimase operativa per due anni. Dopo la guerra, il precedente proprietario ritornò in possesso della palazzina ma dovette venderla nel 1955. Villa Triste venne demolita e sul terreno vennero costruiti condomini. Nella zona, oggi, non vi sono targhe che ricordano gli orrori perpetrati in quel luogo.

## Prospetto riassuntivo
| Numero | Nome                                      | Città   | Tipologia internati | Campo istituito da                                       | Direttori                                   | Operatività              |
| ------ | ----------------------------------------- | ------- | --- | -------------------------------------------------------- | ------------------------------------------- | ------------------------ |
| 1      | Via Bellosguardo                          | Trieste | Ebrei italiani e stranieri; civili inglesi, apolidi, "italiani pericolosi" (oppositori politici ma anche pregiudicati per reati comuni, "allogeni" slavi e individui sospettati di spionaggio e di "attività antinazionale"), jugoslavi, partigiani | Ispettorato Speciale di Pubblica Sicurezza               | Giuseppe Gueli, Banda Collotti              | 1942 - 1945              |
| 2      | Via Bolognese 67                          | Firenze | Oppositori politici. Da qui passarono alcuni dei nomi più conosciuti della Resistenza fiorentina fra i quali, il gappista Bruno Fanciullacci, tutti i componenti del Comitato Toscano di Liberazione Nazionale, Anna Maria Enriques Agnoletti, gli aderenti a Radio CORA | 92ª legione della Milizia Volontaria Sicurezza Nazionale | Mario Carità e la Banda Carità              | 17 settembre 1943 - 1945 |
| 3      | Via Asti 22 Caserma Alessandro La Marmora | Torino  | Ebrei italiani e stranieri, civili, apolidi, "italiani pericolosi" (oppositori politici ma anche pregiudicati per reati comuni, "allogeni" slavi e individui sospettati di spionaggio e di "attività antinazionale"), partigiani | n/a                                                      | Gastone Serloreti                           | 1943 - 1945              |
| 4      | Via Tasso                                 | Roma    | Ebrei italiani e stranieri, civili, apolidi, "italiani pericolosi" (oppositori politici ma anche pregiudicati per reati comuni, "allogeni" slavi e individui sospettati di spionaggio e di "attività antinazionale"), partigiani. Fra i detenuti del carcere anche Giuliano Vassalli, Giuseppe Cordero di Montezemolo, Sabato Martelli Castaldi, Roberto Lordi, Raffaele Aversa, Filippo Caruso, Giovanni Frignani, Bruno Buozzi, Carlo Zaccagnini, Filippo de Grenet, don Pietro Pappagallo | SS                                                       | Herbert Kappler, Erich Priebke, Pietro Koch | 1943 - 1944              |
| 5      | Villa Fossati, Via Paolo Uccello          | Milano  | Ebrei italiani e stranieri, civili, apolidi, "italiani pericolosi" (oppositori politici ma anche pregiudicati per reati comuni, "allogeni" slavi e individui sospettati di spionaggio e di "attività antinazionale"), partigiani | n/a                                                      | Banda Koch, Armando Tela                    | 1943 - 1945              |
| 6      | Via Rovello                               | Milano  | Ebrei italiani e stranieri, civili, apolidi, "italiani pericolosi" (oppositori politici ma anche pregiudicati per reati comuni, "allogeni" slavi e individui sospettati di spionaggio e di "attività antinazionale"), partigiani | Legione Autonoma Mobile Ettore Muti                      | Francesco Colombo                           | 1944 - 1945              |